# منطقه کلان‌شهری آلکساندریا، لوئیزیانا
منطقه کلان‌شهری آلکساندریا (به انگلیسی: Alexandria metropolitan area) یک منطقهٔ مسکونی در ایالات متحده آمریکا است که در مرکر لوئیزیانا واقع شده‌است.